# Utwardzanie dyspersyjne
Utwardzanie dyspersyjne (umacnianie dyspersyjne) – metoda zwiększania wytrzymałości stopów metali (np. twardości), zwłaszcza w podwyższonych temperaturach, przez wprowadzenie drobnych cząstek fazy nierozpuszczalnej w osnowie (sieci krystalicznej głównego składnika), np. stabilnych tlenków. Cząstki fazy zdyspergowanej są wprowadzane metodami metalurgii proszków lub przez utlenianie wewnętrzne (np. wytwarzanie SiO2 lub Al2O3 w folii ze stopów miedzi z krzemem lub aluminium).